# Надеждин, Вадим Михайлович
Вадим Михайлович Надеждин (19 [31] марта 1887 — 26 апреля 1958) — русский военный лётчик, штабс-ротмистр Российской императорской армии, участник Первой мировой и Гражданской войны. Кавалер ордена Святого Георгия 4-й степени и Георгиевского оружия. После Октябрьской революции служил в Белой армии, полковник. В эмиграции проживал в Югославии, Германии и США.

## Биография
Вадим Надеждин родился 19 марта 1887 года в Таврической губернии в православной семье потомственных почётных граждан. Его отец был военным, имел чин капитана. 
В 1905 году окончил 1-й Московский кадетский корпус и поступил юнкером в Елисаветградском кавалерийском училище, из которого был выпущен 14 июня 1907 года с производством в корнеты и назначением в 33-й драгунский Изюмский полк (с декабря 1907 года — 11-й гусарский). 1 сентября 1910 года был произведён в поручики, со старшинством с 24 марта 1910 года, и 10 марта 1911 года назначен исправляющим должность начальника полковой пулемётной команды. Прошёл обучение на Теоретических курсах авиации имени В. В. Захарова при Санкт-Петербургском политехническом институте. 23 марта 1913 года командирован в Отдел воздушного флота и 31 мая того же года окончил Офицерскую школу авиации, с присвоением звания военного лётчика. 17 декабря вернулся в свой полк и занял должность младшего офицера в 6-м эскадроне.
После начала Первой мировой войны командирован 29 августа 1914 года в 11-й корпусной авиационный отряд, а 10 сентября того же года произведён в штабс-ротмистры, со старшинством с 24 марта 1914 года. С 6 ноября 1915 года служил в 20-м корпусном авиационном отряде. 25 декабря 1915 года назначен начальником 31-го корпусного авиационного отряда, а 30 сентября 1916 года — начальником 12-го авиационного отряда истребителей. За нанесение на станции Луцк в пьяном виде оскорблений военному судье Киевского военно-окружного суда генерал-майору Гречко и прокурору того же суда подполковнику Ясногурскому, приказом главнокомандующего армиями Юго-Западного фронта от 8 ноября 1916 года № 1848 предан Киевскому военно-окружному суду и 20 января 1917 года приговорён к двухмесячному заключению в крепость, с отсрочкой исполнения наказания до окончания войны. В декабре 1916 года отчислен от должности командира отряда с возвращением к прежнему месту службы — в 11-й гусарский Изюмский полк. В дальнейшем был прикомандирован к 3-му воздухоплавательному дивизиону. 
16 сентября 1918 года в составе группы лётчиков под командой капитана Руднева совершил угон самолётов с одесского аэродрома, находившегося под контролем австро-венгерских войск. После перелёта в Екатеринодар поступил на службу в Добровольческую армию. 1 ноября зачислен в Авиационный парк Добровольческой армии, в дальнейшем назначен в 3-й авиационном отряд. В мае 1919 года был временно исправляющим должность 1-го авиационного генерала Алексеева отряда Вооружённых сил Юга России. Затем был назначен командиром 3-го авиационного отряд Вооружённых сил Юга России. 24 мая отправлен в распоряжение начальника Морского воздушного отряда. 28 апреля 1920 года переведён в резерв лётчиков, а 25 мая того же года «за боевые отличия» был произведён в полковники. 9 августа 1920 года назначен в 8-й авиационный отряд. После поражения Русской армии Врангеля эвакуировался в Галлиполи, где был зачислен во 2-ю роту Авиационного батальона Технического полка. Эмигрировал в Югославию, а затем в Германию. С помощью сослуживцев переехал в Соединённые Штаты Америки. Жил в Сан-Франциско в Доме для престарелых воинов, где и скончался 26 апреля 1958 года. 
Был женат на Марии Александровне.

## Награды
Вадим Михайлович Надеждин был удостоен следующих наград:
- Орден Святого Георгия 4-й степени (Высочайший приказ от 26 августа 1916)
— «за то, что, состоя военным летчиком 11-го корпусного авиационного отряда, 20-го марта 1915 г., под действительным ружейным и артиллерийским огнем, несмотря на подбитый этим огнем мотор, продолжая разведку, проник в тыл противника, выяснил окопы у с. Лепевще, впереди м. Войничи и по опушке Радловского леса, точно определил место неприятельской батареи у м. Двудняки, доставил сведения о движении и количестве подвижного состава на железной дороге и о группировке и передвижении обозов. Во время этой разведки около г. Бржеско, в 20-ти верстах в тылу противника, находясь на высоте 1400 м аппарат попал под меткий огонь автомобильной пушки, одним из выстрелов которой был разбит клапан одного из цилиндров и мотор; продолжая работать на шести цилиндрах, мотор выбитой тягой разбивал свою установку, вследствие чего он каждую минуту мог оторваться, штабс-ротмистр Надеж-дин, видя явную опасность дальнейшего поиска, все-таки решил продолжать полет, рассчитывая как-нибудь добраться до своих. Пролетая над позицией противника на высоте 800 м, аппарат еще раз подвергся сильному обстрелу, что ясно наблюдалось с наших позиций 9-го корпуса и с аэродрома. Благодаря беззаветной храбрости, находчивости, мужеству и презрению к явной опасности, было доставлено ценное сведение о противнике, спасен аппарат и благополучно доставлен наблюдатель»;
- Георгиевское оружие (Высочайший приказ от 24 января 1917)
— «за то, что, состоя в прикомандировании к 11-му корпусному авиационному отряду и управляя аэропланом при производстве воздушной разведки 14-го ноября 1914 г., при исключительной трудности и опасности пробился сквозь сплошную тучу, мешавшую не только ориентироваться, но и держать аппарат в равновесии, под сильным ружейным огнем; проник в глубокий тыл противника и дал возможность наблюдателю добыть важные данные; 1) о группировке и отступлении крупных сил по обоим берегам р. Вислы, 2) об отсутствии крупных сил в районе д Неполомице, 3) о существовании укрепленной передовой позиции по линии р. Костельничке. Доставленные своевременно эти сведения дали возможность сделать расположения, увенчавшиеся овладением ближайшим фортовым районом»;
- Орден Святого Владимира 4-й степени с мечами и бантом (Высочайший приказ от 15 мая 1915);
- Орден Святой Анны 3-й степени с мечами и бантом (Высочайший приказ от 22 апреля 1916);
- Орден Святой Анны 4-й степени с надписью «За храбрость» (Высочайший приказ от 25 января 1915);
- Орден Святого Станислава 2-й степени с мечами (Высочайший приказ от 15 февраля 1915)
— «за бой под Каменкой 14 августа 1914 г.»;
- Орден Святого Станислава 3-й степени с мечами и бантом (Высочайший приказ от 22 апреля 1916).